# Lightbox (JavaScript)
Lightbox, y el más nuevo Lightbox 2, es una aplicación hecha en JavaScript usando el modelo de modal dialogs. Este script ha ganado popularidad y distribución gracias a su simplicidad y elegante estilo, además de su fácil implementación. Lightbox fue hecho desde cero, es decir es un producto original que con el paso del tiempo y las versiones ha agregado utilidad de bibliotecas como Prototype Javascript Framework y script.aculo.us  para animación y posicionamiento, además esto ayuda a minimizar el tamaño de Lightbox, gracias a sus dependencias con estas bibliotecas. El lanzamiento de Lightbox inspiró otros proyectos similares, el resultado son productos como Thickbox y el más simple Slimbox.

## Cómo funciona
En una página con Lightbox, al hacer clic en una imagen es ampliada en una ventana denominada, ventana Lightbox, que toma toda la pantalla con un fondo transparente para indicar y en el centro dentro de un recuadro que ajusta su tamaño dinámicamente se muestra la imagen ampliada. Las imágenes que utilizan Lightbox deben ser identificadas con el atributo “rel” dentro de la etiqueta “img” (ejemplo: rel="lightbox[roadtrip]”), además de solo mostrar la imagen, Lightbox ofrece la opción de agregar títulos a las imágenes, hacer una muestra de diapositivas (Diaporama o slideshow), que pueden ser recorridas con las flechas el teclado.

## Funcionalidad
Lightbox permite a los usuarios ver una versión ampliada de imágenes sin la necesidad de ir a otra página, además de ofrecer una herramienta simple y profesional para mostrar imágenes en un sitio web.

## Soporte
El Lightbox 2 fue testeado en los siguientes navegadores:
- Internet Explorer: El archivo lightbox-plus-jquery.js incluye jQuery v2.x y admite Internet Explorer 9+. Si desea utilizar también IE 6, 7 y 8, deberá utilizar su propia copia de jQuery v1.x con lightbox.js.
- Chrome
- Safari
- Firefox
- iOS Safari
- iOS Chrome
- Android Browser
- Android Chrome
- Opera